# Héloïse Colin
Suzanne Héloïse Colin, mais conhecida como Héloïse Leloir, (Paris, 3 de setembro de 1819 -  Paris, 19 de novembro de 1873 foi uma pintora, aquarelista e gravadora francesa e ilustradora de moda do Segundo Império Francês.

## Biografia
Héloïse Colin era a filha mais velha do pintor Alexandre-Marie Colin e Marie Joseph Juhel. Casou-se com Auguste Leloir, com quem teve dois filhos: o ilustrador Maurice Leloir e o pintor Alexandre-Louis Leloir.
Colin exibiu seus primeiros desenhos na edição de 1835 do Salão. Pintou aquarelas, miniaturas e ilustrações para romances, como Os Três Mosqueteiros e O Conde de Monte Cristo. No entanto, ela e suas irmãs Adèle-Anaïs Toudouze e Laure Noël eram mais conhecidas por seus trabalhos como ilustradoras da moda parisiense de meados do século XIX,[2] como na famosa revista de moda La Mode Illustrée.